# 杉森茜
杉森 茜（すぎもり あかね、1986年11月2日 - ）は、北海道出身の日本のダンサー、エアリアル・パフォーマー。

## 人物
駒澤大学附属苫小牧高等学校時代は、マーチングバンドの一員として世界大会に出場し、金賞を受賞している。
北海道教育大学卒業。大学時代はモダンダンスの清水フミヒトに師事していた。中学校、高校音楽・英語教員免許を取得している。特技はダンス、クラリネット演奏、歌、英会話。弟がいる。
2006年～2009年まで、函館ダンスアカデミーにてバレエ・ジャズダンスのアシスタントとして活動。一方で、2006年・2009年・2013年にニューヨークに渡りレッスンを受けながら、パフォーマーとしても活動していた。2010年〜2012年3年間株式会社Aプロジェクト所属のレギュラーダンサーとして活動（六本木金魚
黒鳥の湖ギャルソンパブ）。2015年より吉祥寺にあるショーパブ「サーカスカフェ」でパフォーマンスを行っている。
2014年12月21日、グラビアアイドルでタレントの一ノ瀬文香と同性婚をすることを発表。2015年4月19日に挙式し、結婚会見を開いた。その後区役所に婚姻届を提出したものの、不受理となるが、事実上の結婚生活を送ってきた。2017年5月11日、一ノ瀬との関係が破局していたと報道される。
2020年以降、沖縄県に活動拠点を移し、エアリアル（サーカス）演目による舞台出演のほか、指導も行っている。

## 出演

### 舞台
- ミュージカル 赤毛のアン （2015年10月16日 - 10月18日、国連クラシックライブ協会）
- West Side Story（2015年4月4日 2016年3月28日、国連クラシックライブ協会）ゲスト出演：Anita 役
- ミュージカル Count Down My Life（2014年6月12日 - 6月15日、TipTap）
- マジックオーシャン（2020年11月より不定期出演、沖縄県北谷町美浜）

### テレビ番組
- ウーマン・オン・ザ・プラネット （2014年10月4日 - 12月27日、日本テレビ系列）「ワケありウーマン5人アメリカ横断旅！」のメンバーの1人として
- 私の何がイケないの? （2015年5月26日、TBS系列）「同性婚密着2時間スペシャル」のゲストとして
- ノブナガ（CBC）
- スッキリ!!（日本テレビ系列）ダンサーの一員として
- ゲスゲスHEAVEN（フジテレビ系列）

### PV
- クレージーケンバンド（題名不明）